# شتوتسه
شتوتسه (به آلمانی: Stoetze) یک شهر در آلمان است که در Rosche واقع شده‌است. شتوتسه ۶۷۹ نفر جمعیت دارد.